# Apanteles turkmenus
Apanteles turkmenus är en stekelart som beskrevs av Telenga 1955. Apanteles turkmenus ingår i släktet Apanteles och familjen bracksteklar. Inga underarter finns listade i Catalogue of Life.